# Глубокие воды (роман)
«Глубокие воды» (англ. Deep Water) — роман американской писательницы Патриции Хайсмит в жанре психологический триллер. Впервые опубликованный в 1957 году издательством Harper & Brothers. Был повторно напечатан в США в 2003 году издательством W. W Norton & Company.

## Сюжет
История закручивается вокруг супругов — Вика и Мелинды, чей брак по большей части держится на терпении Вика. Ведь его жена даже не пытается скрыть от мужа свои многочисленные романы на стороне. Когда одного из её бывших поклонников находят убитым, Вик берёт ответственность на себя, чтобы припугнуть нового. Но настоящий виновник арестован, и Мелинда начинает новый роман… Сможет ли Вик и дальше терпеть выходки жены? Или его поглотит власть, которую он имел над женой, пока его считали убийцей?

## Рецензии
Энтони Баучер, в рецензии для "The New York Times", похвалил Хайсмит, отмечая «взросление романиста» и указывая, что «Глубокие воды» стал «несравненно сильнее в тонкости и глубине описания», чем её первый роман «Незнакомцы в поезде».

Писательница Гиллиан Флинн назвала роман одним из своих любимых. В интервью The Wall Street Journal она заявила:
Лет десять или пятнадцать назад я наткнулась на него в магазине подержанных книг. Я помню, как подумала: «Почему мне об этом никто не сказал?» Люди знают ее по Рипли или Незнакомцам в поезде, но не знают многих других книг. И это триллер, в котором все фобии, страхи и тьма оживают в доме супружеской пары, что всегда интересовало меня, это война между мужем и женой.

## Экранизации
- Впервые роман был экранизирован в 1981 году режиссёром Мишелем Девилем в фильме «Глубокие воды», действие было перенесено во Францию. Жан-Луи Трентиньян сыграл Вика, а Изабель Юппер — Мелинду, названную Мелани.
- В 1983 году роман был экранизирован во второй раз в двух частях телефильма «Тайфе Вассер», где действие перенесено в Германию. Петер Бонгарц[нем.] сыграл Вика ван Аллена, а Констанце Энгельбрехт — Мелинду.
- В 2022 году режиссёр Эдриан Лайн снял  одноименную экранизацию романа. В главных ролях Вика и Мелинды — Бен Аффлек и Ана де Армас.